# Ahmed Wael
Ahmed Wael Ahmed Mohamed Nassar, född 23 oktober 2000, är en egyptisk taekwondoutövare. 

## Karriär
I maj 2019 tävlade Wael i 63 kg-klassen vid VM i Manchester, där han blev utslagen i sextondelsfinalen av azeriske Javad Aghayev. I juni 2021 tog Wael silver i 63 kg-klassen vid afrikanska mästerskapen i Dakar efter en finalförlust mot tunisiske Fares Boujemai.
I juli 2022 tog han återigen silver i 63 kg-klassen vid afrikanska mästerskapen i Kigali efter en finalförlust mot marockanske Abdelbasset Wasfi. I november 2022 tävlade Wael i 63 kg-klassen vid VM i Guadalajara, där han blev utslagen i sextondelsfinalen av uzbekiske Niyaz Pulatov. I november 2023 tog Wael guld i 68 kg-klassen vid afrikanska mästerskapen i Abidjan efter att ha besegrat ivorianske Aaron Kobenan i finalen.
I februari 2024 vid den afrikanska OS-kvalturneringen i Dakar kvalificerade Wael sig i 68 kg-klassen till olympiska sommarspelen 2024 i Paris. Följande månad tog han brons i 68 kg-klassen vid afrikanska spelen i Accra.